# Sainte-Reine-de-Bretagne
Pour les articles homonymes, voir Sainte-Reine et Bretagne (homonymie).
Sainte-Reine-de-Bretagne est une commune de l'Ouest de la France, située dans le département de la Loire-Atlantique, en région Pays de la Loire.

## Géographie
Selon le découpage de la province de Bretagne par Erwan Vallerie, Sainte-Reine-de-Bretagne fait partie du pays traditionnel de la Brière et du pays historique du Pays nantais.
Sainte-Reine-de-Bretagne est située au nord-est des marais de la Brière, à 25 km au nord de Saint-Nazaire, 40 km au sud de Redon et 65 km au nord-ouest de Nantes.
Selon le classement établi par l'Insee en 1999, Sainte-Reine-de-Bretagne est une commune rurale monopolarisée qui fait partie de l'aire urbaine de Saint-Nazaire et de l’espace urbain de Nantes-Saint-Nazaire.
|                        | Missillac                |             |
| La Chapelle-des-Marais | Sainte-Reine-de-Bretagne | Pontchâteau |
| Saint-Joachim          |                          | Crossac     |

### Climat
Pour des articles plus généraux, voir Climat des Pays de la Loire et Climat de la Loire-Atlantique.
En 2010, le climat de la commune est de type climat méditerranéen altéré, selon une étude du CNRS s'appuyant sur une série de données couvrant la période 1971-2000. En 2020, Météo-France publie une typologie des climats de la France métropolitaine dans laquelle la commune est exposée à un climat océanique et est dans la région climatique  Bretagne orientale et méridionale, Pays nantais, Vendée, caractérisée par une faible pluviométrie en été et une bonne insolation. 
Pour la période 1971-2000, la température annuelle moyenne est de 12,1 °C, avec une amplitude thermique annuelle de 12,6 °C. Le cumul annuel moyen de précipitations est de 766 mm, avec 12,5 jours de précipitations en janvier et 5,7 jours en juillet. Pour la période 1991-2020, la température moyenne annuelle observée sur la station météorologique de Météo-France la plus proche, sur la commune de Herbignac à 9 km à vol d'oiseau, est de 12,6 °C et le cumul annuel moyen de précipitations est de 886,4 mm,. Pour l'avenir, les paramètres climatiques de la commune estimés pour 2050 selon différents scénarios d'émission de gaz à effet de serre sont consultables sur un site dédié publié par Météo-France en novembre 2022.

## Urbanisme

### Typologie
Au 1er janvier 2024, Sainte-Reine-de-Bretagne est catégorisée bourg rural, selon la nouvelle grille communale de densité à sept niveaux définie par l'Insee en 2022.
Elle est située hors unité urbaine. Par ailleurs la commune fait partie de l'aire d'attraction de Saint-Nazaire, dont elle est une commune de la couronne,. Cette aire, qui regroupe 24 communes, est catégorisée dans les aires de 200 000 à moins de 700 000 habitants,.

### Occupation des sols
Le tableau ci-dessous présente l'occupation des sols de la commune en 2018, telle qu'elle ressort de la base de données européenne d’occupation biophysique des sols Corine Land Cover (CLC).
| Type d’occupation                                                                   | Pourcentage | Superficie (en hectares) |
| ----------------------------------------------------------------------------------- | ----------- | ------------------------ |
| Tissu urbain discontinu                                                             | 9,7 %       | 191                      |
| Zones industrielles ou commerciales et installations publiques                      | 0,1 %       | 2                        |
| Équipements sportifs et de loisirs                                                  | 2,7 %       | 53                       |
| Terres arables hors périmètres d'irrigation                                         | 32,2 %      | 634                      |
| Prairies et autres surfaces toujours en herbe                                       | 14,7 %      | 289                      |
| Systèmes culturaux et parcellaires complexes                                        | 11,6 %      | 228                      |
| Surfaces essentiellement agricoles interrompues par des espaces naturels importants | 0,4 %       | 7                        |
| Forêts de feuillus                                                                  | 14,1 %      | 277                      |
| Marais intérieurs                                                                   | 14,5 %      | 285                      |
| Source : Corine Land Cover                                                          |             |                          |

## Toponymie
Au Moyen Age, le territoire s'appelait Saint-Cado. Saint Cado était un ermite venu du pays de Galles qui avait fondé un monastère à Rhuys non loin de Saint-Gildas en 550. On lui avait érigé une chapelle desservie par un chapelain, en ruines en 1650. Le nouveau chapelain, missire Mahé, décide de la reconstruire et de la dédier à Sainte-Reine.
C'est à partir de 1680 que le village prend le nom de Sainte-Reine.
Le nom de Sainte-Reine-de-Bretagne vient de la sainte éponyme : sainte Reine.
La commune possède un nom en gallo, la langue d'oil de Haute-Bretagne : Sainte-Raine (écriture ABCD) ou Sintt Rin·n (écriture MOGA). Le nom en gallo est localement prononcé [sɛ̃tʁɛ̃n].
En 1793, Sainte-Reine s'appelle "L'Union", avant de reprendre son nom d'origine en 1799, sous le Consulat.
Un nom en breton lui est attribué au XXe siècle : Santez-Renea puis Santez-Rouanez-Breizh à partir des années 1990,.

## Histoire
La commune de Sainte-Reine-de-Bretagne est bombardée à deux reprises au printemps 1943.

## Héraldique
| Blason | Blasonnement : Échiqueté d'or et d'azur, à la croix de gueules brochant sur le tout, chargée en abîme d'une statue de Sainte Reine d'argent auréolée d'or, à la plaine de sinople, au chef d'hermine. Commentaires : L'échiqueté est celui de la Vicomté de Donges. Le chef d'hermine évoque le blasonnement d'hermine plain de la Bretagne, rappelant l'appartenance passée de la ville au duché de Bretagne. Blason conçu par J.-P. Fernandez (délibération municipale du 6 février 1991). |

## Population et société

### Démographie

#### Évolution démographique
L'évolution du nombre d'habitants est connue à travers les recensements de la population effectués dans la commune depuis 1793. Pour les communes de moins de 10 000 habitants, une enquête de recensement portant sur toute la population est réalisée tous les cinq ans, les populations de référence des années intermédiaires étant quant à elles estimées par interpolation ou extrapolation. Pour la commune, le premier recensement exhaustif entrant dans le cadre du nouveau dispositif a été réalisé en 2005.

En 2022, la commune comptait 2 447 habitants, en évolution de +3,99 % par rapport à 2016 (Loire-Atlantique : +6,68 %, France hors Mayotte : +2,11 %).
| 1793 | 1800 | 1806 | 1821 | 1831 | 1836 | 1841 | 1846 | 1851 |
| ---- | ---- | ---- | ---- | ---- | ---- | ---- | ---- | ---- |
| 600  | 508  | 629  | 679  | 667  | 771  | 812  | 830  | 859  |

| 1856 | 1861 | 1866 | 1872 | 1876  | 1881  | 1886  | 1891  | 1896  |
| ---- | ---- | ---- | ---- | ----- | ----- | ----- | ----- | ----- |
| 855  | 922  | 965  | 967  | 1 001 | 1 004 | 1 037 | 1 085 | 1 099 |

| 1901  | 1906  | 1911  | 1921  | 1926  | 1931  | 1936  | 1946  | 1954  |
| ----- | ----- | ----- | ----- | ----- | ----- | ----- | ----- | ----- |
| 1 128 | 1 190 | 1 175 | 1 112 | 1 144 | 1 047 | 1 013 | 1 170 | 1 157 |

| 1962  | 1968  | 1975  | 1982  | 1990  | 1999  | 2005  | 2006  | 2010  |
| ----- | ----- | ----- | ----- | ----- | ----- | ----- | ----- | ----- |
| 1 260 | 1 303 | 1 497 | 1 768 | 1 779 | 1 682 | 1 792 | 1 789 | 2 135 |

| 2015  | 2020  | 2022  | - | - | - | - | - | - |
| ----- | ----- | ----- | - | - | - | - | - | - |
| 2 330 | 2 408 | 2 447 | - | - | - | - | - | - |

#### Pyramide des âges
La population de la commune est relativement jeune.
En 2018, le taux de personnes d'un âge inférieur à 30 ans s'élève à 35,5 %, soit en dessous de la moyenne départementale (37,3 %). À l'inverse, le taux de personnes d'âge supérieur à 60 ans est de 25,8 % la même année, alors qu'il est de 23,8 % au niveau départemental.
En 2018, la commune comptait 1 175 hommes pour 1 210 femmes, soit un taux de 50,73 % de femmes, légèrement inférieur au taux départemental (51,42 %).
Les pyramides des âges de la commune et du département s'établissent comme suit.
| Hommes | Classe d’âge | Femmes |
| ------ | ------------ | ------ |
| 0,5    | 90 ou +      | 1,7    |
| 6,8    | 75-89 ans    | 9,9    |
| 16,6   | 60-74 ans    | 16,1   |
| 17,8   | 45-59 ans    | 17,9   |
| 21,7   | 30-44 ans    | 20,1   |
| 14,4   | 15-29 ans    | 13,7   |
| 22,1   | 0-14 ans     | 20,6   |

| Hommes | Classe d’âge | Femmes |
| ------ | ------------ | ------ |
| 0,6    | 90 ou +      | 1,8    |
| 6      | 75-89 ans    | 8,6    |
| 15,1   | 60-74 ans    | 16,4   |
| 19,4   | 45-59 ans    | 18,8   |
| 20,1   | 30-44 ans    | 19,3   |
| 19,2   | 15-29 ans    | 17,4   |
| 19,5   | 0-14 ans     | 17,6   |

## Lieux et monuments
- Dolmen de Karlane, totalement ruiné.
- Dolmen de la Sorinière

## Personnalités liées à la commune
- Le poète René Guy Cadou (1920-1951) est né à Sainte-Reine et y a vécu jusqu'en 1927. Il évoque longuement la commune dans son livre de souvenirs Mon enfance est à tout le monde.